# كريس أونغر
كريس أونغر (بالإنجليزية: Chris Unger)‏ (4 مارس 1968 في الولايات المتحدة - ) هو لاعب كرة قدم أمريكي في مركز الدفاع. لعب مع نيويورك ريد بولز.

## وصلات خارجية
- كريس أونغر على موقع الدوري الأمريكي (الإنجليزية)
- كريس أونغر على موقع قاعدة بيانات كرة القدم.إي يو (الإنجليزية)